# Калин Христов
Калин Христов е български финансист, дългогодишен служител на БНБ. От 13 март 2013 г. е министър на финансите в състава на служебното правителство на Марин Райков.

## Биография

#### Ранен живот и образование
Калин Димитров Христов е роден на 06.02.1971 г. в град Плевен, България. През 1996 г. завършва УНСС като магистър по макроикономика.

#### Професионална и политическа кариера
От февруари 1997 до декември 2000 г. е асистент в катедра „Икономикс“ на УНСС. В периода януари 2001 и декември 2004 г. е главен асистент в катедра „Финанси“ на същия университет. От септември до декември 2001 г. е участвал като изследовател в проекта „Exchange Rate Issues“ на Централната банка във Великобритания.
От октомври 1997 до септември 2001 г. е експерт в дирекция „Икономически изследвания и прогнози“ в БНБ.
От 2002 г. е член на Инвестиционния комитет на БНБ, а от 2005 г. на Комитета по парична политика на Европейската централна банка. Председател е на УС на Българската макроикономическа асоциация и член на УС на Института за пазарна икономика.
Съветник е на управителя на БНБ от октомври 2003 до октомври 2009 г., а от февруари 2002 до октомври 2003 г. – съветник на подуправителя на БНБ, ръководещ управление „Емисионно“.
От октомври 2009 г. е член на Управителния съвет на Българската народна банка и подуправител, ръководител на управление „Емисионно“.
Автор е на много публикации по проблемите на макроикономиката, паричната политика, паричния съвет, въвеждането на еврото, както и съавтор в статии и публикации на икономическа тематика.